# آنامورف (فیلم)
آنامورف (به انگلیسی: Anamorph) فیلمی محصول سال ۲۰۰۷ و به کارگردانی هنری اس میلر است. در این فیلم بازیگرانی همچون ویلم دفو، اسکات اسپیدمن، پیتر استورماره، کلیا دووال، جیمز ربهورن، میک فولی، یول وازکوئز، ایمی کارلوس، دونالد پاتریک هاروی، ادوارد هیبرت و امیر اریسن ایفای نقش کرده‌اند.